# کاترین گوستافسون

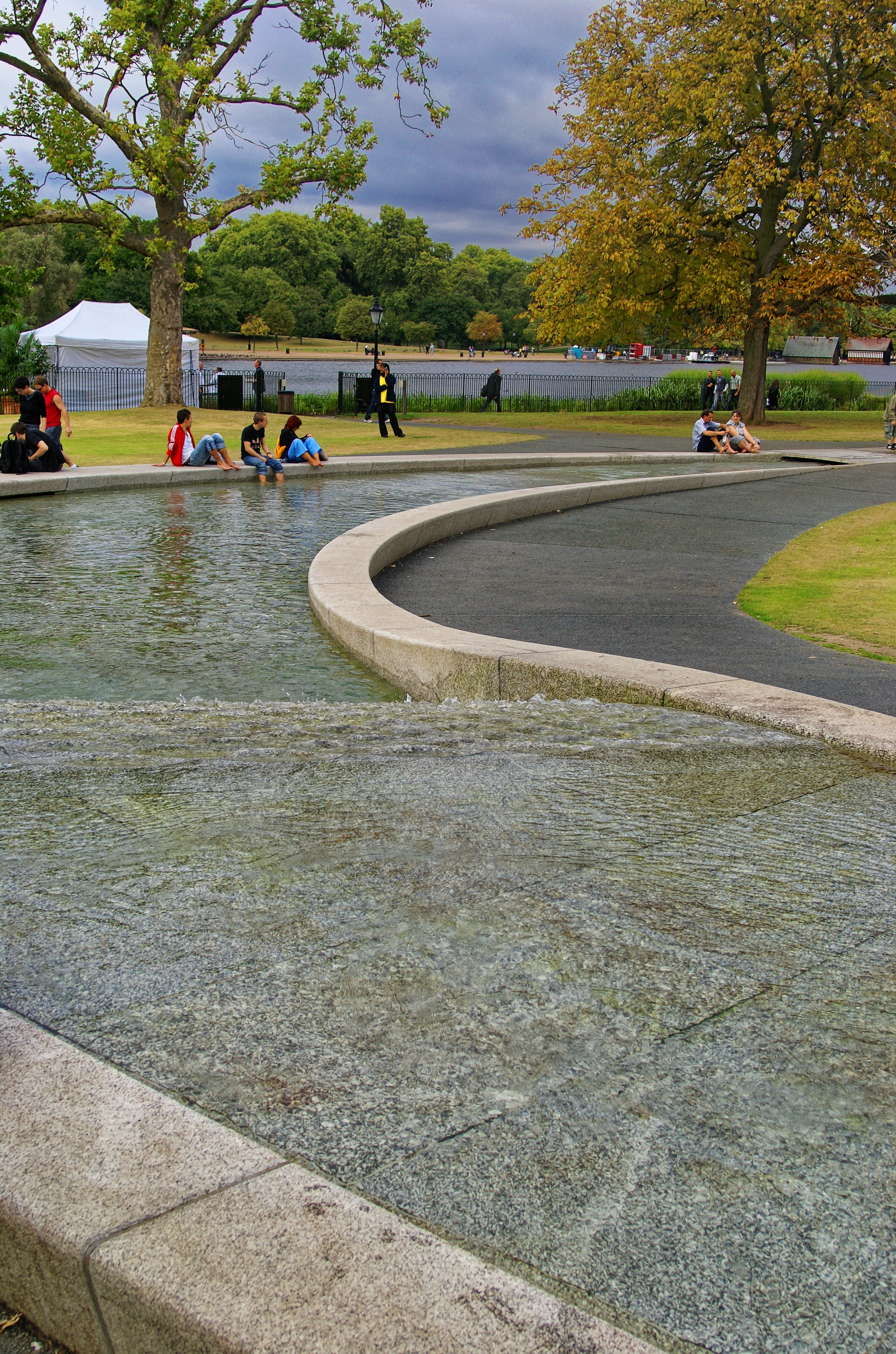
کاترین گوستافسون

کاترین گوستافسون (انگلیسی: Kathryn Gustafson؛ زادهٔ ۱ ژانویهٔ ۱۹۵۱) معمار منظر و معمار اهل ایالات متحده آمریکا است.